# 刘朝缙
刘朝缙（1915年—？），别名刘遐翠、刘良，男，福建福州人，中国对外经济贸易学家，曾任对外经济贸易大学教授，中国国际文化交流中心理事。